# Арнолт Бронен
Арнолт Бронен (на немски: Arnolt Bronnen) е австрийски драматург, режисьор и писател на произведения в жанра драма. Пише и под псевдонима А. Х. Шел-Нотцел (A. H. Schelle-Noetzel).

## Биография
Роден е на 19 август 1895 г. във Виена, Австрия, в семейството на Фердинанд Бронен, преподавател, и Марта Шел, писателка. Баща му е евреин, поради което впоследствие той се отказва от него. Израства в Кърнов и във Виена. Учи четири семестъра право и философия във Виенския университет. Участва от 1915 г. в Първата световна война в пехотен полк на австрийската армия. През 1916 г. е тежко ранен на италианския фронт в Доломитите и е пленен. Остава като военнопленник в Сицилия до освобождаването си през 1919 г. Премества се в Берлин, където две години работи временно като чиновник в универсален магазин и в банка.
Първата му пиеса „Vatermord“ (Отцеубийство) е публикувана през 1920 г. Тя третира темата за авторитарния баща и син хомосексуалист, сблъсък довел до убийство. Скандалната за времето си пиеса е поставена през 1922 г. във Франкфурт и го прави веднага известен. След нея става писател на свободна практика и се сприятелява с Бертолд Брехт. Заедно с него работи по сценария за филма „S.O.S. Die Insel der Tränen“.
В периода 1928-1933 г. работи за филмовото студио „Universum Film AG“, в периода 1933-1935 г. е драматург за радио „Dramatische Funkstunde“, а в периода 1936-1939 г. е програмен директор на първото телевизионно студио „Паул Нипков“.
Във времето на голямата криза в Германия и се насочва към десните кръгове и си сътрудничи с писателя Ернст Юнгер, а след това с Ото Щрасер и Йозеф Гьобелс.
През 1930 г. се жени за актрисата Олга Фьорстер-Прове. Съпругата му се самоубива през 1935 г. Пред 1936 г. се жени за Хилдегард фон Лосов. Имат дъщеря – Барбара. Развеждат се през 1950 г. През 1952 г. се жени за 27 години по-млада актриса Ренате Клайншмит. Имат син – Андреас.
По време на нацисткия режим е обявен за полуевреин и въпреки застъпничеството на Гьобелс през 1943 г. е отстранен от обществените дейности. Премества се в Бад-Гойзерн, където има контакти със съпротивителното движение. В периода 1944-1945 г. е записан в резерва на армията въпреки предишните му контузии. За кратко през 1944 г. е вкаран в затвора с обвинение за държавна измяна. Краят на войната го заварва в Залцкамергут, където отново участва в съпротивата.
След войната работи по възстановяването и е редактор на вестник „Neue Zeit“ в Линц, Австрия в периода 1945-1950 г. През 1951 г. е режисьор в театъра във Виена. През 1955 г. се премества със съпругата си в Източен Берлин, където работи като театрален критик и публицист. Заради миналото си като близък до нацистите, и особено след смъртта на Брехт, не успява да публикува много свои произведения.
Арнолт Бронен умира от сърдечно заболяване на 12 октомври 1959 в Източен Берлин, ГДР.

## За писателя
- Arnolt Bronnen: Biographie (1995) – от Фрийдберт Аспетбергер

## Екранизации
- 1923 S.O.S. Die Insel der Tränen